# روبن گالوز
روبن گالوز (انگلیسی: Rubén Gálvez؛ زادهٔ ۱۵ مهٔ ۱۹۹۳) بازیکن فوتبال اهل اسپانیا است.
از باشگاه‌هایی که در آن بازی کرده‌است می‌توان به باشگاه فوتبال رکریتیوو اوئلوا و باشگاه فوتبال اوئسکا اشاره کرد.